# Teen Wolf: The Movie
Teen Wolf: The Movie, är en amerikansk thriller-dramafilm från 2023, samt en fortsättning på MTV-serien Teen Wolf. Filmen hade amerikansk premiär på streamingtjänsten Paramount+ den 26 januari 2023. Filmen är regisserad av Russell Mulcahy och är skriven av Jeff Davis, som även är skaparen bakom själva Teen Wolf-serien. I denna film medverkar bland annat Tyler Posey, i rollen som Scott McCall.

## Handling
Filmen följer varulven Scott McCall, som under filmens gång försöker skydda sin hemstad i Kalifornien från ett gammalt hot.

## Rollista (i urval)
- Tyler Posey – Scott McCall
- Crystal Reed – Allison Argent
- Holland Roden – Lydia Martin
- Shelley Hennig – Malia Tate
- JR Bourne – Chris Argent
- Ian Bohen – Peter Hale
- Colton Haynes – Jackson Whittemore
- Linden Ashby – Noah Stilinski
- Melissa Ponzio – Melissa McCall
- Ryan Kelley – Jordan Parrish
- Seth Gilliam – Alan Deaton
- Orny Adams – Bobby Finstock
- Dylan Sprayberry – Liam Dunbar
- Khylin Rhambo – Mason Hewitt
- Tyler Hoechlin – Derek Hale